# タロ (食品)
タロ（TaloまたはTalau）は、スペインとフランスにまたがるバスク地方の郷土料理。パンの一種である。

## 特徴
中央アメリカのトルティーヤと似ており、トウモロコシ粉・水・食塩から作る。丸く成型し、talo burniと呼ばれる金属板で焼く。そのまま食べるか、具材を巻いてラップ（包み料理）として食べる。

## 歴史
1520年にアメリカ大陸からバスク地方にトウモロコシが持ち込まれてからタロが作られるようになった。バスク地方の家庭ではパンとして食べられるほか、残ったものは牛乳と混ぜてスープ状にし、夕食で食べることもあった。20世紀になり、小麦のパンが一般化するにつれ、タロの消費量は減少し、特別な機会に食べられるのみとなった。ビルバオやサン・セバスティアンでは、毎年12月21日にあるトマスの聖名祝日に必須のものである。1930年代には、労働者がタロに具材を巻いて、野外で食べた。鉱山労働者や工場労働者も食べた。
現在では、チストラとともにチャコリを飲みながら食べる。また、目玉焼き、パンチェッタ、ジャンボン・ド・バイヨンヌ、オッソー・イラティ等のチーズ、チョコレート、蜂蜜等とともに、牛乳と合わせて食べることもある。フランスのバイヨンヌでは、毎年のBayonne Ham Fairの日に露店でタロが販売される。